# Tyran à gorge cendrée
Myiarchus cinerascens
Genre
Espèce
Statut de conservation UICN

 LC  : Préoccupation mineure
Le Tyran à gorge cendrée (Myiarchus cinerascens), aussi appelé Moucherolle à gorge cendrée, est une espèce d'oiseau de la famille des Tyrannidae, originaire de l'ouest du continent nord-américain.

## Description morphologique
Cet oiseau de taille moyenne, entre 19 et 22 cm de longueur, a un bec fin et la poitrine d'un blanc grisâtre. Le dessus du corps est de couleur brun olivâtre, alors que le dessous est jaune pâle. Les rémiges primaires et les rectrices sont rousses. L'aile porte deux barres alaires blanches.
Il est parfois confondu avec le Tyran de Wied, mais ce dernier a le bec plus fort et plus sombre, la gorge et la poitrine d'un gris moins soutenu et le ventre d'un jaune plus franc, couleur de soufre.

## Comportement

### Alimentation
Cet oiseau se lance à la poursuite des insectes dont il se nourrit en partant d'une branche d'un grand arbre, généralement en lisière de forêt.

### Vocalisations
Les vocalisations sont aigües, sifflées. Les appels sont des "pip" ou "pouït", ou des sons plus croassants et roulés du type "koui-rrrrrr".

### Reproduction
Il fait souvent son nid dans les cavités des arbres creux.

## Répartition et habitat
Le tyran à gorge cendrée vit dans les zones boisées peu denses, le chaparral, les boisés des zones désertiques ou les bosquets bordant les cours d'eau, dans la moitié ouest de l'Amérique du Nord.
Son aire de répartition s'étend aux États-Unis du sud de l'État de Washington et de l'Idaho jusque, au sud, la Californie, le Colorado, le Texas, mais aussi au Mexique.

## Systématique et distribution
Cet oiseau est représenté par deux sous-espèces selon la classification de référence du Congrès ornithologique international (version 9.1, 2019) :
- Myiarchus cinerascens cinerascens (Lawrence, 1851) : zones semi-arides de l'ouest des États-Unis et de l'ouest du Mexique ; passe les hivers au nord du Costa Rica ;
- Myiarchus cinerascens pertinax Baird, SF, 1860 : sud de la Baja California (Mexique), en dessous de 29° de latitude[4],[5],[6].